# 尹公欽
尹 公欽（ユン ゴンフム、윤공흠、1913年5月18日 - 1974年）は、朝鮮民主主義人民共和国（北朝鮮）の政治家。朝鮮の独立運動家。中国共産党の影響を受けた延安派に属した。別名は李哲。

## 経歴
朝鮮平安北道博川郡出身。1929年3月、嘉山公立普通学校6年を卒業。同年4月、京城第一高等普通学校（後の京畿高等学校）に入学したが、第三学年の冬に中退。1931年4月、日本飛行学校正科に入学し、同年6月に卒業。一旦故郷に戻ったが、同年8月に再び日本に渡り、日本飛行学校操縦科に入学。1931年5月、二等飛行機操縦士の免許を取得。
1933年4月、中国に渡り義烈団に加入。1934年4月、朝鮮革命軍事政治幹部学校第2期卒業。同年6月に朝鮮に帰国後、労働者と連携して共産主義運動に参加。中国の義烈団との連携の下に飛行機を使い日本軍を攻撃して日本の要人を暗殺する計画を実行しようとするが、日本の警察の捜査によって京城（ソウル）で逮捕された。1934年11月に同志たちと一緒に裁判を受けた。
出獄後、再び中国に亡命。朝鮮民族革命党と朝鮮民族前衛同盟に加入。朝鮮義勇隊に参加。延安に行き、1939年に抗日軍政大学（第5期）を卒業。1941年1月、華北朝鮮青年連合会委員に選出。1943年7月、朝鮮独立同盟延安分盟に配属。1944年10月、朝鮮革命軍政学校が設立され、金克と共に第4区隊の責任者となった。
1945年8月日本の敗戦により朝鮮が解放されると1946年8月に北朝鮮労働党の党中央委員に就任。同年、平安北道党委員長兼道党学校校長。1947年7月、内務局（局長：朴一禹）38度線警備隊長。1948年、平安北道党書記。1949年にはソ連へ留学した。朝鮮戦争中は朝鮮人民軍総政治局宣伝部長、第5軍団軍事委員。1952年、平壌市党委員長。同年11月に財政相に就任した。1954年3月、商業相。1956年4月に党中央委員となったが、1956年8月に金日成（首相）の独裁体制を批判し、徐輝・李弼圭・金剛らとともに中国に逃亡した（八月宗派事件）。
中国とソ連の干渉により、9月23日の9月総会で崔昌益と朴昌玉の中央委員資格と尹公欽らの党籍をそれぞれ回復するとしたが、尹公欽らは9月総会の状況を知らされた後も本国帰還を拒否し、家族が中国に来ることを北朝鮮政府に求めた。南日はソ連大使に、政府は彼らの家族の中国行きに反対しないと伝えたが、この約束は実行されず、中国に亡命した幹部は二度と家族と対面せず、いかなる音信も受けたことはなかった。
情勢は変わり、中国は北朝鮮を戦略的盟友に仕立てるため、政治、経済、外交などのあらゆる面において北朝鮮の要求を満たすように手を尽くした。1958年、中央対外連絡部は四川省党委員会に対し、尹公欽、徐輝、李弼圭、金剛らを北京から成都に移して単独で居住するよう指示し、その他の亡命幹部も相次いで瀋陽などから四川省に移住させられた。同年夏、中国共産党は彼らを峨眉山に集めて学習会議を開き、それ以後、尹公欽らは分かれて中国内陸部の各地に定住することになった。中国共産党の要求により、朝鮮から中国に来る人と接触しないこと、国内に書簡を送らないこと、外部に対して朝鮮の問題を語らないことなどについて誓約させられた。中央対外連絡部は、当面彼らの党籍と国籍の問題は触れず、協力的な人間は企業や行政部門で一般的な業務をやらせてよいが、党と政府部門の業務は認めないこと、彼らが結婚して所帯を持つことを認め、生活面では一定の配慮と援助を行うという規定を作った。
1961年7月、毛沢東は金日成との会談で、1956年の北朝鮮に対する内政干渉の責任を廬山会議で失脚した彭徳懐にすべて押し付け、「高崗、彭徳懐はみなフルシチョフの一派だ。彭徳懐は朴一禹しか信用せず、李相朝はいつも李克農の前であなたたちの悪口を言ったが、ことごとく反論された。1956年、彼らは転覆を図り、あなたたちを分裂させようとした」と非難した。やがて中国共産党は公文書の中での彼らに対する呼び方を「朝鮮逃亡幹部」から「朝鮮反党セクト分子」との表現に代えた。
1962年4月、中央対外連絡部は、中国にいる朝鮮反党セクト分子とその家族に対して今後すべて公安部門の統一的監視と管理下におくことを提案し、この中で「尹公欽と金正龍（元人民軍総病院党委員長）は反省しているので、外国居留民として中国に滞在し、紅十字が彼らの生活の世話を担当し、公安部門は水面下で監視する。生活待遇はこれまでと変わらない」として、四川省と山西省の党委員会にこの提案が伝えられた。尹公欽は確かに反省しており、帰国を申請したが認められなかったため、落ち込んだとの報告から、四川省党委員会は尹公欽に対する扱いと管理は現状のままにするよう提案したが、中央対外連絡部は朝鮮労働党の態度を考慮して中国共産党名義で接待するという例外を作るのは好ましくないとし、尹公欽に対しても新しい対処方針に沿って扱うが、ある程度配慮を行ってもよいと返事をした。
1974年、山西省臨汾市の紡績工場附属病院で医療事故により死亡した。